# Баужа, Йонас Винцович
Йо́нас Ви́нцович Баужа (14 февраля 1942, Таураге, Литовская ССР, СССР — 5 октября 2001, Москва) — советский футболист, вратарь. Мастер спорта. Трёхкратный бронзовый призёр чемпионатов СССР. Обладатель Кубка СССР. Был включён в заявку на финальный турнир Кубка Европы 1964, однако на поле так и не вышел.

## Биография
Воспитанник футбольного клуба «Спартак» Вильнюс.
В 1959 году дебютировал за вильнюсский «Спартак», который выступал в классе «Б» чемпионата СССР. В своём дебютном сезоне сразу стал основным вратарём клуба и провёл за команду 21 игру из 28, пропустив всего лишь десять мячей. По итогам сезона команда заняла пятое место в чемпионате.
Следующий сезон команда начала в классе «А». За вильнюсский клуб Баужа выступал до 1962 года. Весной покинул команду и присоединился к московскому ЦСКА. В дебютном сезоне провёл за армейцев 28 матчей из 32 и занял вместе с клубом четвёртое место. В сезоне 1964 года он вместе с ЦСКА завоевал свои первые медали, заняв третье место в чемпионате, годом позже он повторил этот результат.
В составе армейцев Баужа выступал 7 лет, проведя 149 матчей в чемпионате и 6 матчей в Кубке СССР, дважды (в 1964 и 1965 годах) был бронзовым призёром первенства СССР. Также вызвался в состав сборной СССР на отборочные матчи чемпионата Европы, но на поле не выходил.
По окончании сезона 1968 года Баужа покинул ЦСКА и перешёл в московское «Динамо», однако там он не смог выиграть борьбу за место в стартовом составе у Льва Яшина и провёл за полтора года в клубе всего три матча. Не выдержав конкуренции в основе «бело-голубых», Баужа в перешёл московский «Спартак».
В составе нового клуба дебютировал 10 мая 1970 года. В том году вместе со «Спартаком» стал бронзовым призёром чемпионата, а в 1971 году обладателем Кубка СССР.
В 1972 году вратарь перешёл в одесский «Черноморец», выступавший в первой лиге, в котором провел без замен пять стартовых матчей в чемпионате, а также 4 игры в Кубке СССР. В трёх кубковых матчах оставил свои ворота в неприкосновенности и в одном из них сумел выиграть серию послематчевых пенальти у будущего чемпиона «Зари», при этом один из пенальти реализовал сам. Последний из трёх «сухих» матчей позволил ему войти в Клуб Льва Яшина. Последнюю игру в карьере провёл 29 апреля 1972 года против донецкого «Шахтёра», который тоже на тот момент выступал в первой лиге.

## Достижения

### Командные
- Бронзовый призёр Чемпионата СССР (3): 1964, 1965, 1970.
- Обладатель Кубка СССР: 1971.

### Личные
- Мастер спорта с 1962 года.